# (48456) Wilhelmwien
(48456) Wilhelmwien ist ein Asteroid des Hauptgürtels, der von den deutschen Astronomen Freimut Börngen und Lutz D. Schmadel am 12. September 1991 an der Thüringer Landessternwarte Tautenburg (IAU-Code 033) entdeckt wurde.
Der Himmelskörper wurde nach dem deutschen Physiker Wilhelm Wien (1864–1928) benannt, der die Gesetzmäßigkeiten der Wärmestrahlung erforschte und dafür im Jahre 1911 den Nobelpreis für Physik erhielt. Die Benennung des Asteroiden erfolgte am 18. März 2003.